# 赫卡特海峡

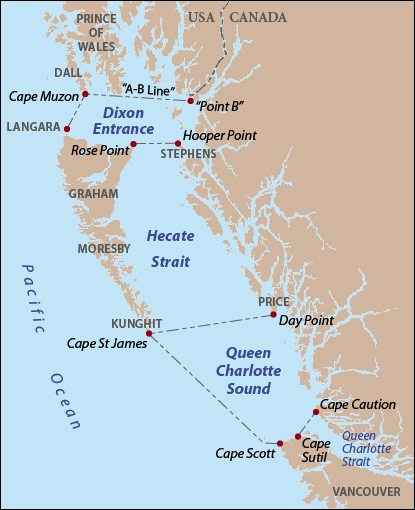
赫卡特海峡的范围。

赫卡特海峡（英語：Hecate Strait，/ˈhɛkɪt/）位于加拿大西部北太平洋海岸，海達瓜依与北美洲大陆之间，长360公里，宽64～129公里，南通夏洛特王后灣，北通迪克森海峡。海峡内盛产鲑鱼和大比目鱼。海峡是以英国海军上校乔治·亨利·理查德在1861年至1862年勘测海岸时使用的一艘船的名字来命名。